# Louis Arretche
Louis Gerald Arretche, né le 12 août 1905 à Saint-Justin (Landes) et mort le 20 décembre 1991 à Paris, est un architecte et urbaniste français, chef d'atelier à l'École d'architecture des beaux arts.
Chargé en 1944 de la reconstitution de plusieurs villes détruites pendant la Seconde Guerre mondiale comme Saint-Malo et Coutances, il a été le défenseur du rétablissement des anciennes formes architecturales et urbaines, contrairement à Noël Le Maresquier à Saint-Nazaire ou Auguste Perret au Havre.

## Biographie
Élève à l'École des beaux arts, il entre à l'atelier de Georges Gromort. Diplômé en 1937, il devient enseignant dans la même école où il rejoint l'atelier de son ancien maître. Il y a notamment pour étudiant : Xavier Arsène-Henry, Jean Castex, José Charlet, Henri Gaudin, Bernard Huet, Jacques Lucan,  Philippe Panerai, Pierre Riboulet, Gérard Thurnauer, Jean-Louis Véret, Claude Viseux. Après 1968, il poursuit son enseignement à l'École nationale supérieure d’architecture de Versailles jusqu'en 1977.
Dans l'entre-deux-guerres, il collabore avec les architectes Michel Roux-Spitz et Roger-Henri Expert. Il est nommé architecte en chef de la reconstruction de Coutances en 1944 et de Saint-Malo à partir du 14 mai 1947, puis architecte en chef des bâtiments civils et palais nationaux en 1955. Il collabore de l'après-guerre à la fin de sa vie avec l'architecte Roman Karasinsky. Il reçoit une commande publique considérable qui fait de lui l'un des architectes les plus prolifiques des Trente Glorieuses. Il est urbaniste et urbaniste conseil des villes de Rouen, Rennes, Orléans et Cachan.

## Distinctions
- Officier de la Légion d'honneur
- Officier de l'ordre national du Mérite
- Commandeur de l'ordre des Arts et des Lettres

## Principales réalisations

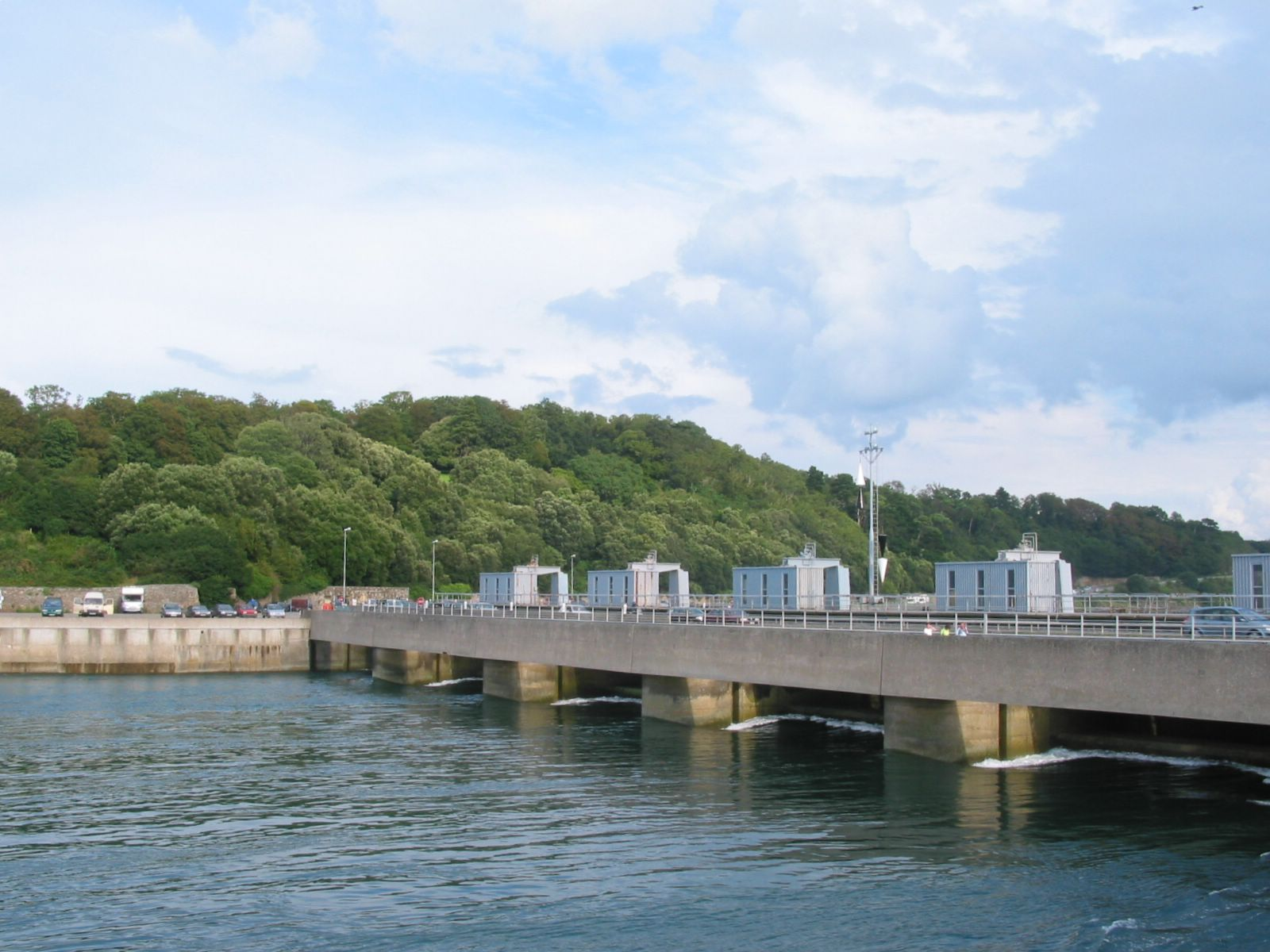
Usine marémotrice de la Rance

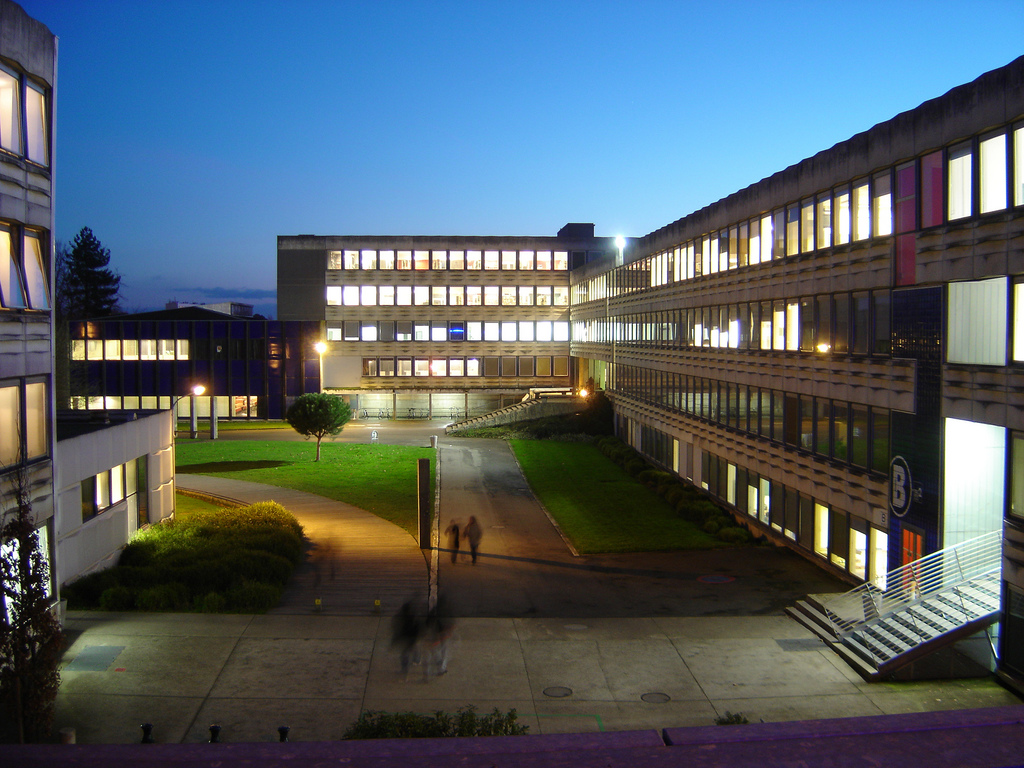
Campus de Villejean, à Rennes

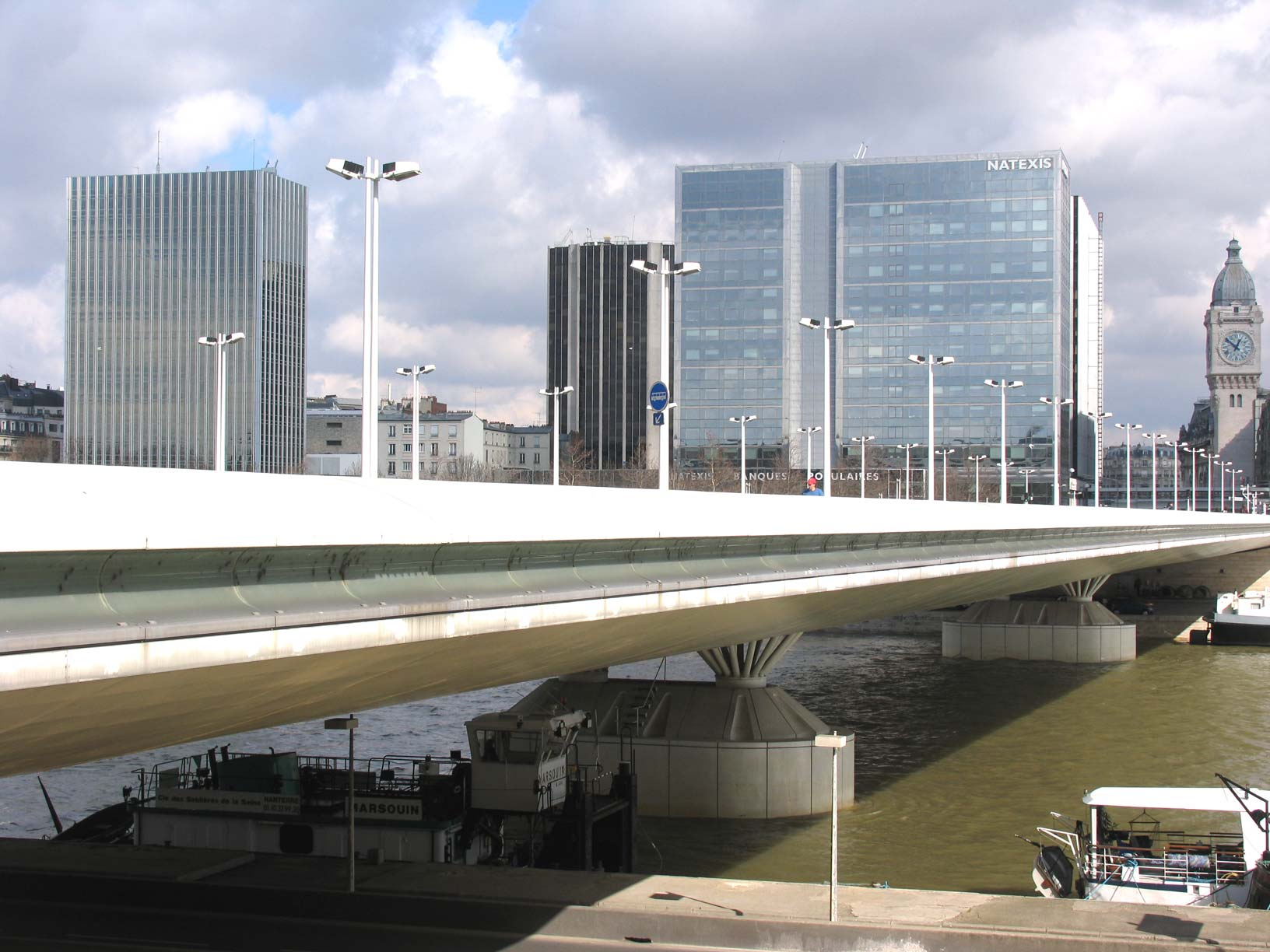
Pont Charles-de-Gaulle

- 1944-1960 : Reconstruction de Saint-Malo et de Coutances, en grande partie détruites lors de la Seconde Guerre mondiale. Il s'agit de travaux assez « conservateurs », respectant l'échelle et le tissu des quartiers reconstruits. La rue Thévenard et la cour des immeubles de l'îlot 9 avec les grès émaillés d'André Bizette-Lindet.
- 1958-1965 : grands ensembles des quartiers nord de Melun : Schuman, Montaigu, Mézereaux.
- 1958-1965 : Village du Merlier, route du phare de Camarat à Ramatuelle en collaboration avec l'Atelier de Montrouge : 35 maisons de villégiature
- 1959 : Église Saint-Jean-Baptiste de Breteuil-sur-Noye à Breteuil (Oise)
- 1960 : aménagement de la vallée de la Rance, en tant qu'architecte en chef d'EDF, participant ainsi à la réalisation de l'Usine marémotrice de la Rance
- 1960-1962 : aménagement de la ZUP de Villejean à Rennes en collaboration avec l'architecte Henri Madelain
- 1961 : Salle omnisports, « Le Liberté », à Rennes (procédé innovant de double voûte de béton précontraint sans poteau)
- 1961-1969 : Centre de tri postal de la gare de Paris-Montparnasse
- à partir de 1962 : Urbaniste de la ville nouvelle d'Orléans-La Source (Loiret). Il y réalise notamment l'architecture du bâtiment des chèques-postaux, le centre administratif du Parc floral ainsi que le château d'eau[2],[3]
- 1962-1970 : architecte en chef de la ZUP de la plaine du Lys à Dammarie-lès-Lys (Seine-et-Marne).
- 1964 : Campus de la Lombarderie à Nantes
- 1966 : pavillon type au salon Villagexpo de Saint-Michel-sur-Orge
- 1966 : Centre électronique de l’armement de Bruz
- 1967 : Architecte-urbaniste nommé par le District de la région parisienne, chargé de la résorption des bidonvilles des Francs-Moisins à Saint-Denis (Seine-Saint-Denis) : il propose un projet en partenariat avec l'Atelier de Montrouge, jamais réalisé
- 1967 : Campus de Beaulieu et Campus de Villejean à Rennes; pendant cet immense chantier, il utilise notamment les services du sculpteur et décorateur Yves Millecamps
- 1969 : Plan de sauvegarde et de mise en valeur du quartier du Marais à Paris ainsi que celui de Rouen.
- 1969 : restaurant universitaire Le Tertre à Nantes[4], aux côtés d’André Guillou et de Pierre Doucet[5].
- 1971 : Faculté de droit et des sciences politiques de Nantes (avec Jean Boquien)
- 1973 : aménagement de la Gare de Lyon et de ses abords en tant qu'architecte de la SNCF
- 1975: Tour d'habitation "Tour de l'éperon" à Rennes
- 1976-1979 : centre des télécommunications de Rennes
- 1979 : l'église Sainte-Jeanne-d'Arc, place du Vieux-Marché à Rouen. Elle réutilise une partie des vitraux renaissances originaux de l'église gothique Saint-Vincent qui avaient été déposés avant les bombardements et la destruction de l’édifice en 1944.
- 1982-1984 : reconstruction « à l'identique »[6] du pont des Arts à Paris, passerelle piétonne effondrée en 1979 des suites de collisions avec des bateaux. Il a retravaillé les plans de façon que les arches du pont des Arts s'alignent sur celles du pont Neuf.
- aménagement de la place du Général-de-Gaulle à Rouen
- 1982-1987 : Modernisation du bâtiment voyageurs et création d'un parking attenant sur deux niveaux en couverture des voies et de plain-pied avec le niveau principal de la gare de Rouen-Rive-Droite. Réalisation d'une vaste salle des échanges équipée d'escaliers mécaniques, d'une salle d'attente et d'une aire bagages-consigne automatique [7]
- 1983-1989 : Bâtiments Sully et Turgot du Ministère des Finances, à Bercy, Paris
- 1986-1988 : Aménagement du jardin des Halles à Paris
- 1995 : le Pont Charles-de-Gaulle à Paris.